# Hindsville (Arkansas)
Hindsville es un pueblo ubicado en el condado de Madison en el estado estadounidense de Arkansas. En el Censo de 2010 tenía una población de 61 habitantes y una densidad poblacional de 71,37 personas por km².

## Geografía
Hindsville se encuentra ubicado en las coordenadas 36°8′47″N 93°51′36″O / 36.14639, -93.86000. Según la Oficina del Censo de los Estados Unidos, Hindsville tiene una superficie total de 0.85 km², de la cual 0.85 km² corresponden a tierra firme y (0.3%) 0 km² es agua.

## Demografía
Según el censo de 2010, había 61 personas residiendo en Hindsville. La densidad de población era de 71,37 hab./km². De los 61 habitantes, Hindsville estaba compuesto por el 98.36% blancos, el 0% eran afroamericanos, el 1.64% eran amerindios, el 0% eran asiáticos, el 0% eran isleños del Pacífico, el 0% eran de otras razas y el 0% pertenecían a dos o más razas. Del total de la población el 0% eran hispanos o latinos de cualquier raza.